# Martin Gusinde
Martín Gusinde (Breslavia, 29 ottobre 1886 – Mödling, 10 ottobre 1969) è stato un presbitero ed etnologo austriaco noto per il suo lavoro in antropologia, in particolare sui gruppi nativi  della Terra del Fuoco.
È stato uno degli antropologi più importanti del Cile nella prima metà del XX secolo, insieme a Max Uhle e Aureliano Oyarzún Navarro .

## Carriera
Nel 1900, Martin Gusinde si unì all'ordine missionario della Società del Verbo Divino. Ha iniziato gli studi superiori nel 1905 a St. Gabriel, Mödling, vicino a Vienna. Dopo l'ordinazione sacerdotale nel 1911, Gusinde andò in Cile. Ha lavorato come insegnante dal 1912 alla fine del 1913 e successivamente presso il Museo Etnografico di Santiago del Cile con Max Uhle, fino al 1922, diventando capo dipartimento nel 1918.

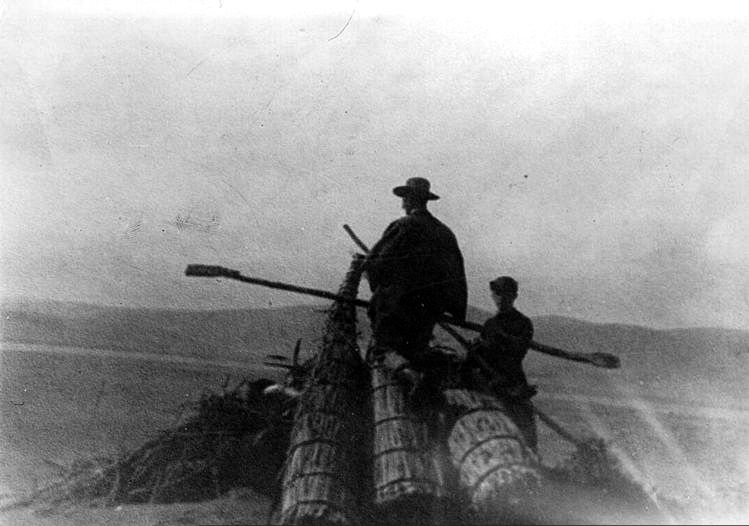
Martin Gusinde sul Midden Indigeno, Pichilemu, 1917

Gusinde intraprese quattro viaggi di ricerca nella Terra del Fuoco tra la fine del 1918 e il 1924. L'obiettivo era quello di studiare i diversi gruppi di indiani della Terra del Fuegan, gli Yamana e i Selk'nam (noti anche come Ona), che erano stati allontanati dagli immigrati e gravemente impoveriti da malattie importate per le quali mancavano di resistenza naturale. Rimase nella Terra del Fuoco per 22 mesi in totale. Gli fu permesso di partecipare ai riti di iniziazione dei gruppi che studiava. Per conto del Berlin Phonogram Archive, ha registrato le canzoni e i canti dei popoli indigeni; queste sono le uniche registrazioni audio sopravvissute degli indiani Tierra del Fuegan.
Nel 1926 Gusinde ottenne un dottorato in antropologia all'Università di Vienna. Insieme a Frederick Hestermann, ha curato e ha contribuito a organizzare la pubblicazione nel 1933 di un dizionario Yamana-inglese, basato su un manoscritto del 1879 del Reverendo Thomas Bridges, missionario anglicano a Ushuaia. Successivamente è stato ristampato a Buenos Aires nel 1987 e in un'edizione tascabile nel 2011.
Durante la metà degli anni Trenta studiò i pigmei in Congo.
Tra il 1949 e il 1957, Gusinde prestò servizio come professore presso la Catholic University of America a Washington, DC . Ha intrapreso una spedizione presso i pigmei Ayom in Nuova Guinea nel 1956. Dal 1959 al 1960 ha insegnato alla Nanzan University di Nagoya, in Giappone.
Ha concluso la sua carriera in attività di ricerca, conferenze e insegnamento presso la Mission St. Gabriel a Maria Enzersdorf, a Vienna. Martín Gusinde muore a Mödling il 10 ottobre 1969.
A Puerto Williams, in Cile, è stato eretto in suo onore il Museo Antropologico Martin Gusinde, che contiene il suo lavoro riguardo agli indiani della Terra del Fuoco. In suo onore è presente la via Padre Martin Gusinde a Padre Hurtado, Santiago, Cile e la Martin-Gusinde-Gasse a Maria Enzersdorf, in Austria.